# Most Mehmed-paše Sokolovića
Most Mehmed-paše Sokolovića ili Stari most u Višegradu se nalazi u gradu Višegradu blizu granice između Bosne i Hercegovine i Srbije i predstavlja jedno od najmonumentalnijih djela arhitekture koja je nastala u razdoblju od 15. do 19. stoljeća u Bosni i Hercegovini. Most Mehmed-paše Sokolovića je nacionalni spomenik Bosne i Hercegovine te od 24. ožujka 2008. također spomenik UNESCOa.

## Povijest
Most je izgrađen u razdoblju od 1571. do 1577. godine, na mjestu gdje je put povezivao Bosnu s Carigradom iznad rijeke Drine (tzv. "Carigradska džada"). Izgradnja mosta povjerena je najvećem turskom graditelju, Kodža Mimar Sinanu, dvorskom arhitektu i vrhovnom graditelju Carstva, jednom od najvećih arhitekata svijeta. Zadužbina je Mehmed-paše Sokolovića, velikog vezira trojice sultana (1565. – 1579. godine) – Sulejmana Veličanstvenog, Selima II. i Murata III.
Za ovaj most se zna da je popravljan oko 1664. godine, zatim 1875., 1911. i 1939. te 1940. godine. Pri povlačenju Austrijanaca iz Višegrada 1914. godine, razoreno je jedno okno, a sljedeće godine srpska vojska prilikom napuštanja Višegrada je razorila još jedno. Takvo stanje mosta se zadržalo do 1939. godine kada je doveden u ispravno stanje. Od 1915. do 1939. godine na porušenom dijelu mosta stajala je željezna konstrukcija preko koje se odvijao promet. Prilikom povlačenja Nijemaca u listopadu 1943. godine i taj je dio razoren.
Sredina mosta, nazvana kapija-sofa, je bila proširena i ubrzo je postala popularno sastajalište za ljude iz Višegrada i okolice, jedno relaksirano stanje koje je još uvijek tipično za današnju Tursku i većinu Balkana.
Roman Ive Andrića "Na Drini ćuprija", za koji je pisac dobio i Nobelovu nagradu i koji je preveden na mnoge svjetske jezike, je baziran po povijesti ovog mosta. Roman je kroz povijest mosta prikazao i povijest cjelokupnog podneblja i mnoge značajne događaje povezane s mostom.

## Odlike
Dio mosta preko rijeke čini jedanaest lučnih otvora, od kojih je krajnji otvor uz desnu obalu oslonjen na dva podzida s najmanjim rasponom od 5,20 m. Ostalih deset lučnih otvora raspona su od 10,70-14,80 m. Most leži na devet velikih kamenih stubova širine 3,50-4,00 m i dužine oko 11,50 m. Na lijevoj obali krajnji otvor se oslanja na ugao mosta kojim prelazi u rampu. Širina prolaza na mostu iznosi 6,00 m. Ogradni zidovi su debljine 60 cm, i njihova dužina iznosi 179,44 m. Pristupna rampa je široka oko 6,60 m s ogradama i dužine je oko 120,00 m. U rampi su četiri lučna otvora, jedan veći na uglu (širine 4,50 m) i tri manja iznad potoka koji se ulijeva u Drinu. Lukovi su klasični prelomljeni lukovi s relativno malim ekscentricitetom centara (cca 1,0 m, a svoda debljine 85 cm) čime se približuju polukrugu. 
Kamen za zidanje mosta sječen je u mjestu Banja, oko 5 km niz desnu obalu rijeke Drine. Na sredini ovog mosta stajala je drvena kula za koju se ne zna vrijeme nastanka, a koja je porušena 1886. godine. Kula je predstavljala stražarnicu ispod koje je bio prolaz, a koji se zatvarao jakim hrastovim vratima s obje strane. Na kuli se nalazilo nekoliko malih topova zvanih šibe. Na mostu su se nalazila dva tariha u stihovima s uklesanim godinama – na prvom 971.-/1571., a na drugom 985./1577. Most je izdržao nekoliko velikih poplava, od kojih je najveća ona iz 1896. godine, kada je razina rijeke Drine bio 1,60 m iznad mosta.
Stubovi, svod i čeoni zidovi izvedeni od sedre s lokaliteta majdan Višegradske banje. Pojedini kameni blokovi vezani su željeznim klamfama zalivenim olovom. Nad čeonim zidovima, u ravni nivelete prolaza, je profilirani vijenac (od sedre visine 30 cm) na kojem leži masivna kamena ograda. Šesti stub je s umjetnom obradom. Na uzvodnoj strani, s trokutaste osnove prelazi stepenasto u pravokutno proširenje, koje nosi slijepi portal s tarihom-natpisom. Na nizvodnoj strani su poligonalne osnove stepenasto prelaze u pravokutno proširenje na kojem je sofa za sjedenje. Služi namijenjenoj svrsi do danas.

## Trenutno stanje
Most Mehmed-paše Sokolovića je trenutno najugroženiji nacionalni spomenik Bosne i Hercegovine. Stabilnost mosta ugrožena je neispunjavanjem uvjeta sadržanih u zapisniku Komisije za tehnički prijem Hidroelektrane Višegrad i nezakonitim radom hidroelektrane. Rad hidroelektrane je izazvao rast razine vode rijeke Drine koja je povećala opterećenje na nosive stubove mosta dok erozija dijela mosta ispod vode prijeti rušenju cijelog mosta. Zbog nedostatka financijskih sredstava nije bilo redovnih popravaka mosta u zadnjih nekoliko desetljeća.
Most Mehmed-paše Sokolovića je također upisan i na listu 100 najugroženijih spomenika svjetske baštine organizacije World Monuments Fund (Fond svjetskih spomenika) organizacije.

## Vanjske poveznice
- Aneks 8 komisija o mostu Mehmed-paše Sokolovića  Arhivirana inačica izvorne stranice od 27. rujna 2007. (Wayback Machine)
- Upis mosta Mehmed-paše Sokolovića u Višegradu na World Monuments Watch List of 100 Most Endangered Sites  Arhivirana inačica izvorne stranice od 14. listopada 2007. (Wayback Machine)